# Marauder (videogioco)
Marauder è un videogioco di tipo shoot'em up a scorrimento verticale, pubblicato nel 1988 per Commodore 64, ZX Spectrum e Amstrad CPC dalla Hewson Consultants. Si controlla un futuristico veicolo fuoristrada pesantemente armato. Il videogioco è stato giudicato discreto, ma molto difficile, da diverse riviste specializzate.

## Trama
In un futuro prossimo, il Capitano C.T. Cobra ha il compito di viaggiare attraverso il pianeta Mergatron e recuperare i gioielli di Ozymandias, a disposizione ha una macchina da battaglia armata pesantemente, il Marauder (traducibile "predone"). Il pianeta è protetto da difese automatizzate vecchie di secoli, che funzionano ancora. Si attraversano paaesaggi desertici-lunari e basi futuristiche.

## Modalità di gioco
Il gioco è un classico sparatutto a scorrimento verticale non continuo. Bisogna superare cinque livelli pieni di nemici come torrette anticarro, auto nemiche e postazioni lanciamissili, evitando gli ostacoli presenti sul terreno. A fine livello si viene assaliti da un'orda particolarmente fitta di nemici. Ci sono anche delle torrette che cambiano colore e se colpite rilasciano bonus o malus a seconda del colore che hanno al momento. Il giocatore può muovere il veicolo e sparare in tutte le otto direzioni, con munizioni illimitate. All'inizio si hanno a disposizione anche tre smart bomb, che distruggono tutti i nemici presenti sullo schermo.